# Einbecker Morgenpost
Die Einbecker Morgenpost ist eine deutschsprachige Tageszeitung für die Stadt Einbeck, die Stadt Dassel sowie das Umland dieser niedersächsischen Städte. Das Einzugsgebiet ist damit im Wesentlichen das Gebiet des 1974 aufgelösten Landkreises Einbeck. Sie erscheint somit als tägliches Informationsblatt für den nordwestlichen Teil des heutigen Landkreises Northeim. Die verkaufte Auflage beträgt 5661 Exemplare, ein Minus von 44,7 Prozent seit 1998.

## Geschichte

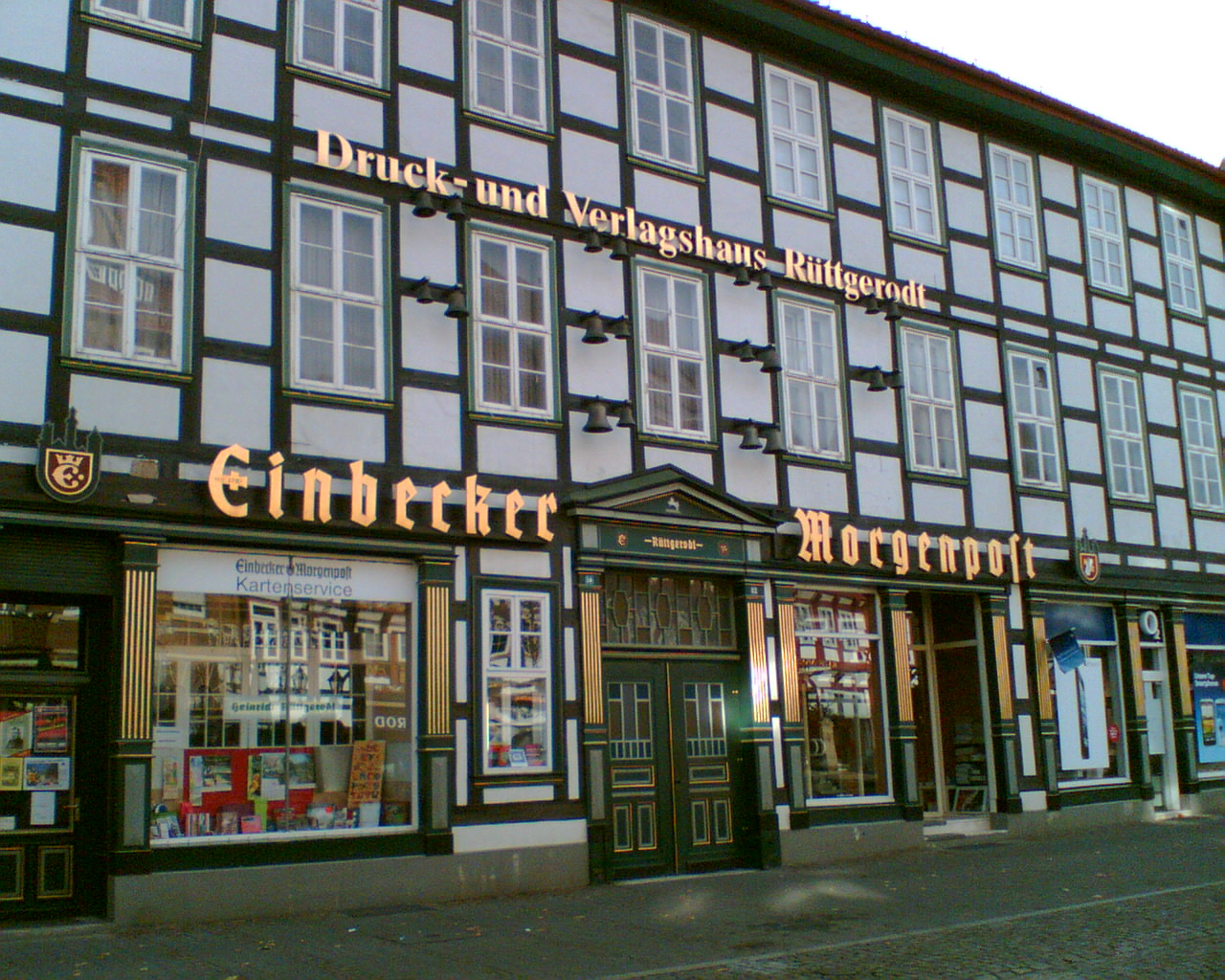
Verlagshaus am Einbecker Marktplatz

Bereits 1810 erschien die Zeitung Einbecksches Wochenblatt, ein Titel, der heute neben folgenden anderen Namen ehemaliger eigenständiger Zeitungen in der Unterzeile des Titelblatt-Schriftzuges der Einbecker Morgenpost erscheint: Einbecker Allgemeine, Einbecker Zeitung, Einbecker Neueste Nachrichten, Südhannoversche Zeitung und Dasseler Zeitung.
Verleger der Einbecker Morgenpost ist das Verlagshaus Heinrich Rüttgerodt GmbH & Co. KG mit Sitz am Einbecker Marktplatz, nachdem das Einbecksche Wochenblatt zuerst in einem Verlag namens Ehlers erschienen war. Die Wiedergründung nach dem Zweiten Weltkrieg erfolgte 1949 nach dem Ende der Lizenzpflicht. Außerdem erscheint die Einbecker Morgenpost im Verlag nordwestdeutscher Zeitungsverlage.
Die Einbecker Morgenpost erscheint im Berliner Format. Sie erscheint mit dem Mantel der Tageszeitung Hannoversche Allgemeine Zeitung.

## Auflage
Die Einbecker Morgenpost hat wie die meisten deutschen Tageszeitungen in den vergangenen Jahren an Auflage eingebüßt. Die verkaufte Auflage ist in den vergangenen 10 Jahren um durchschnittlich 3,8 % pro Jahr gesunken. Im vergangenen Jahr hat sie um 5,1 % abgenommen. Sie beträgt gegenwärtig 5661 Exemplare. Der Anteil der Abonnements an der verkauften Auflage liegt bei 99 Prozent.
| 1998  | 1999  | 2000  | 2001  | 2002 | 2003 | 2004 | 2005 | 2006 | 2007 | 2008 | 2009 | 2010 | 2011 | 2012 | 2013 | 2014 | 2015 | 2016 | 2017 | 2018 | 2019 | 2020 | 2021 | 2022 | 2023 | 2024 |
| ----- | ----- | ----- | ----- | ---- | ---- | ---- | ---- | ---- | ---- | ---- | ---- | ---- | ---- | ---- | ---- | ---- | ---- | ---- | ---- | ---- | ---- | ---- | ---- | ---- | ---- | ---- |
| 10236 | 10177 | 10184 | 10137 | 9989 | 9916 | 9775 | 9644 | 9593 | 9465 | 9313 | 9191 | 9009 | 8894 | 8696 | 8506 | 8306 | 8042 | 7827 | 7542 | 7273 | 7006 | 6831 | 6645 | 6282 | 5964 | 5661 |